# Philippe Chareyre
Pour les articles homonymes, voir Chareyre.
Philippe Chareyre est un historien français spécialiste de l'histoire de la Réforme en France.

## Biographie
Né le 27 mai 1956 à Nîmes, Philippe Chareyre est originaire de Petite Camargue (Aimargues, Gallargues-le-Montueux, Vauvert) et de Vaunage. Il soutient en 1987 une thèse d'État sous la direction de Michel Péronnet.
Il est successivement maître de conférences (1993), puis professeur à l'université de Pau (1999), où il a dirigé l'équipe de recherche ITEM (EA 3002) de 1998 à 2017. 
Il a présidé le musée Jeanne d'Albret de 2015 à 2018 et en est actuellement vice-président, il préside le Centre d'étude du protestantisme béarnais depuis 1995 et les Amis des archives départementales des Pyrénées-Atlantiques (2001-2014), et est[Depuis quand ?] secrétaire général de la Société Henri-IV. Il est aussi vice-président de la Fédération du patrimoine protestant en Nouvelle Aquitaine (FEPPENA) et de la Société des Sciences, lettres et arts de Pau et du Béarn. 
En 1989, il est élu correspondant de l'Académie de Nîmes.

## Travaux
En 1978, il consacre son mémoire de maîtrise au sujet d'Aimargues durant les guerres de religion,.
En 1987, il élargit son champ de recherches en soutenant une thèse « remarquée » sur le consistoire de Nîmes de 1561 à 1685 ; se basant sur une « exceptionnelle série » de délibérations, elle fait de lui un spécialiste des institutions du protestantisme moderne. Il a aussi édité la Chronique secrète de Nîmes et du Languedoc au XVIIe siècle d'Anne Rulman (1990), le journal de Paulin d'Anglas de Praviel, dernier survivant du naufrage de La Méduse (1995), un ouvrage sur Grand-Gallargues de Jean-Pierre Hugues (1996).
Il a par ailleurs travaillé sur l'histoire du Béarn, dirigeant un colloque sur Jeanne d'Albret et procurant des études sur divers acteurs protestants de la région.
D'une manière plus générale, il travaille à l'édition des délibérations des assemblées représentatives (consistoires ou synodes) du protestantisme français à l'époque moderne. Il a animé la fédération de recherche Études sur les protestantismes dans l'espace européen, à l'initiative de la série « Archives des Églises réformées de France » de la collection « Travaux d'humanisme et Renaissance », à la librairie Droz, et d'un ouvrage de synthèse sur Les Huguenots (2014). Il dirige actuellement le programme de recherche de l'ANR, AcRoNavarre 2016-2021 sur les actes royaux de la maison de Navarre à la Renaissance.

## Publications
- Éd. d'Anne Rulman (préf. Robert Sauzet), Chronique secrète de Nîmes et du Languedoc au XVIIe siècle, Nîmes, Lacour, coll. « Rediviva », 1990 (BNF 35475944).
- Éd. de Paulin d'Anglas de Praviel, Moi, Paulin d'Anglas de Praviel, dernier naufragé de La Méduse, Nîmes, Lacour, coll. « Rediviva », 1995  (ISBN 2-8414-9054-8).
- Éd. de Jean-Pierre Hugues, Une excursion au Grand Gallargues, Nîmes, Lacour, coll. « Colporteur », 1996 (BNF 35827595).
- Dir. avec Adrian Blazquez (préf. Emmanuel Le Roy Ladurie), Espaces nationaux et identités régionales : mélanges offerts à Christian Desplat, t. II, Orthez, Gascogne, coll. « Universitaria », 2004  (ISBN 2-914444-20-6).
- Dir. avec Évelyne Berriot-Salvadore et Claudie Martin-Ulrich, Jeanne d'Albret et sa cour, Paris, Honoré Champion, coll. « Colloques, congrès et conférences sur la Renaissance », 2004  (ISBN 2-7453-1019-4).
- Avec Robert Darrigrand, Sur les pas des Huguenots : 20 itinéraires en Béarn, Pays basque et Bigorre, Pau, Centre d'études du protestantisme béarnais, 2009  (ISBN 2-9516186-5-4).
- La Formation d'un État protestant : le Béarn au XVIe siècle, Pau, Centre d'études du protestantisme béarnais, 2010  (ISBN 978-2-9516-1862-6).
- Dir. avec Raymond A. Mentzer et Françoise Moreil, Dire l'interdit, Leyde, Brill, 2010  (ISBN 978-90-04-17922-6).
- Dir., L'Hérétique au village : les minorités religieuses dans l'Europe médiévale et moderne, Toulouse, Presses universitaires du Mirail, coll. « Flaran », 2011  (ISBN 978-2-8107-0129-2).
- Dir. avec Guy Astoul et Janine Garrisson, Le Protestantisme et la Cité, Montauban, Société montalbanaise d'étude et de recherche sur le protestantisme, 2013 (BNF 43745726).
- Dir. avec Claude Mengès-Mironneau, Paul Mironneau, Isabelle Pébay-Clottes, Régicides en France et en Europe (XVIe – XIXe siècles), Actes du colloque international organisé à Pau les 17, 18 et 19 juin 2010, par la Société Henri IV, le Musée national du château de Pau et l'Université de Pau et des Pays de l'Adour, Cahiers d’Humanisme et de Renaissance, n°139, Droz, 2017, 576 p.
- Dir. avec Stéphane Durand, Les assemblées d’états à l’époque moderne, Annales du Midi, t. 130, n°302, avril juin 2018.

## Distinctions
- Officier de l'ordre des Palmes académiques[réf. souhaitée]